# Mooney M20
Die Mooney M20 ist die bekannteste Leichtflugzeugserie des US-amerikanischen Flugzeugherstellers Mooney.

## Geschichte

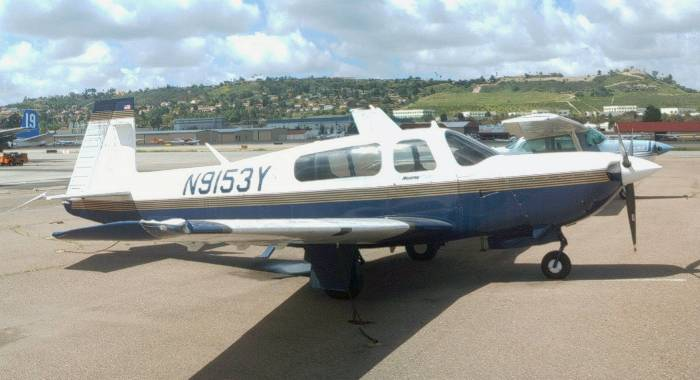
Mooney M20M

Die M20 wurde im Jahre 1955 vom Firmengründer Al Mooney entwickelt und wird bis heute in Kerrville gebaut. Das Leitwerk und die Tragflächen der M20 wurden zunächst vollständig aus Holz gefertigt und bespannt – erst 1961 wurde mit der M20B die erste full metal Mooney gebaut. Eine turbogeladene M20K-231 stellte den Geschwindigkeitsrekord für einen Transatlantikflug in einem einmotorigen, kolbenmotorgetriebenen Flugzeug auf. Mit der M20J 201 wurde 1977 die Geschwindigkeit von 320 km/h erreicht. Das bisher schnellste von Mooney hergestellte kolbenmotorgetriebene Flugzeug ist die M20M Acclaim mit 237 kt (440 km/h) maximaler Reisegeschwindigkeit. Eine M20F aus den 70er Jahren erreichte mit einem Vierzylindereinspritzmotor und 130–150 kW bereits Reisegeschwindigkeiten bis ca. 150 Knoten. Sitzposition und Platzverhältnisse auf den vorderen Sitzen sind im Vergleich zu anderen Flugzeugen beengt.
Gemeinsames Merkmal aller Mooney-Entwürfe ist das leicht nach vorn geneigte trapezförmige Seitenleitwerk. Die Trimmung des Höhenruders erfolgt bei der Mooney M20 nicht – wie bei den meisten Flugzeugen – direkt an den Rudern, stattdessen wird das gesamte Höhenleitwerk dynamisch um die Querachse geneigt.
Mooneys gelten zudem als relativ sichere Kleinflugzeuge, da sie mit einer Art Stahlkäfig ausgestattet sind, der die Passagiere bei leichten Abstürzen oder Crashs gegen Hindernisse zusätzlich schützt.

## Versionen

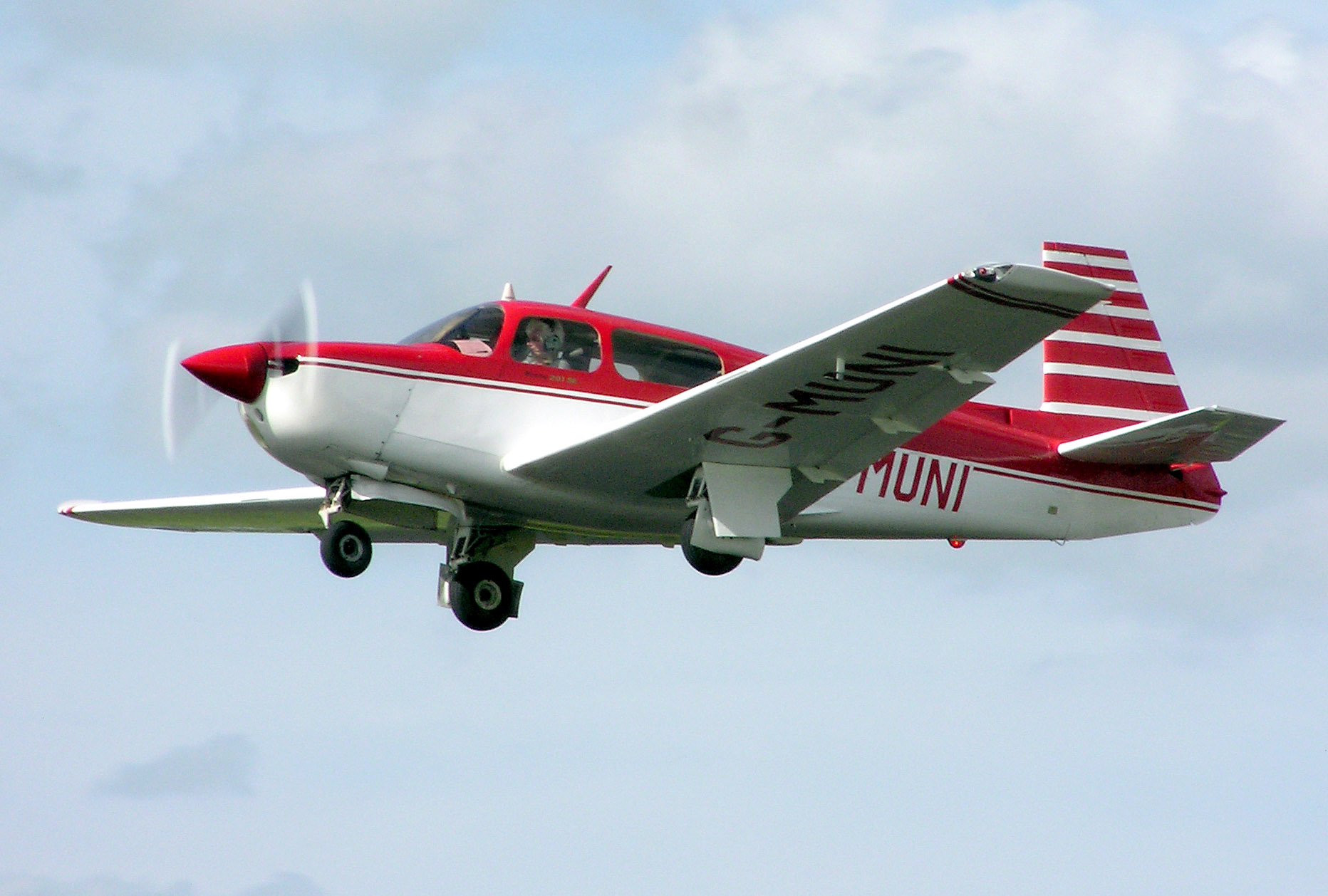
Mooney M20J

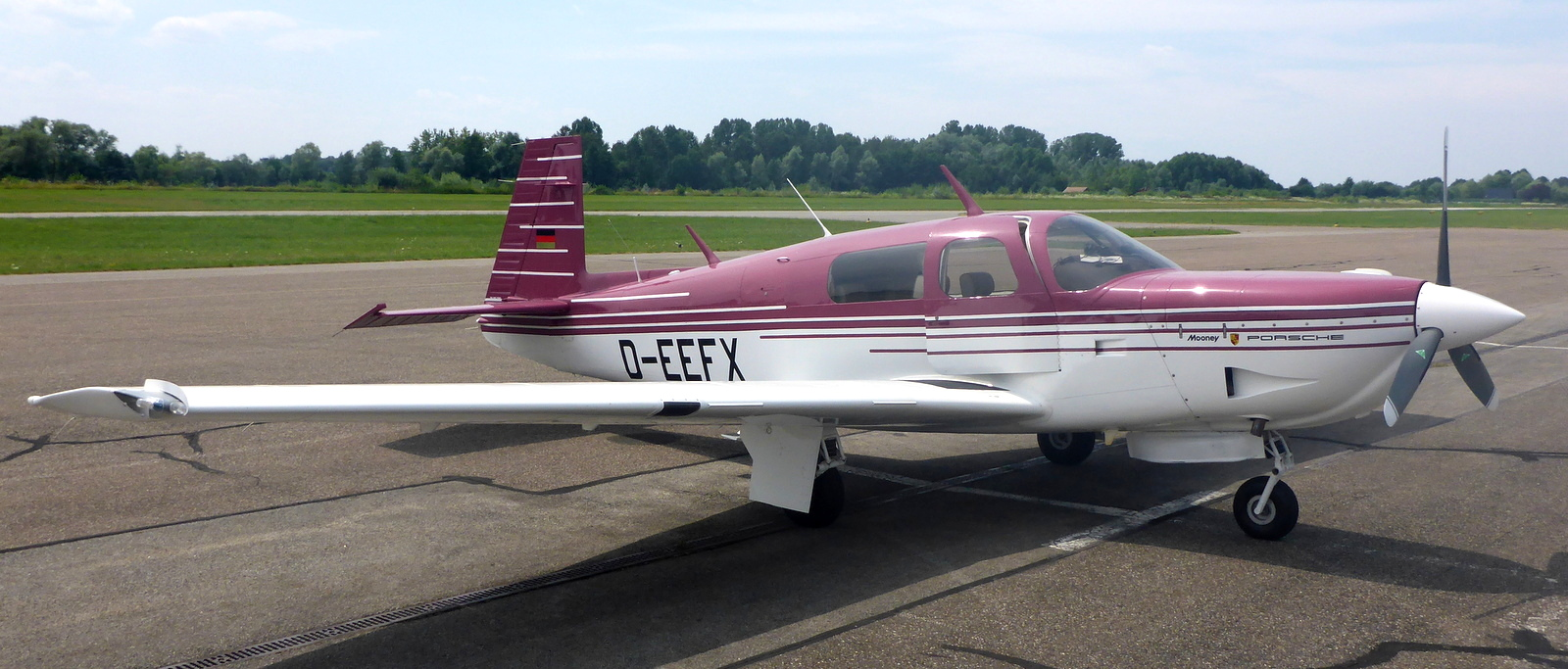
Mooney M20L

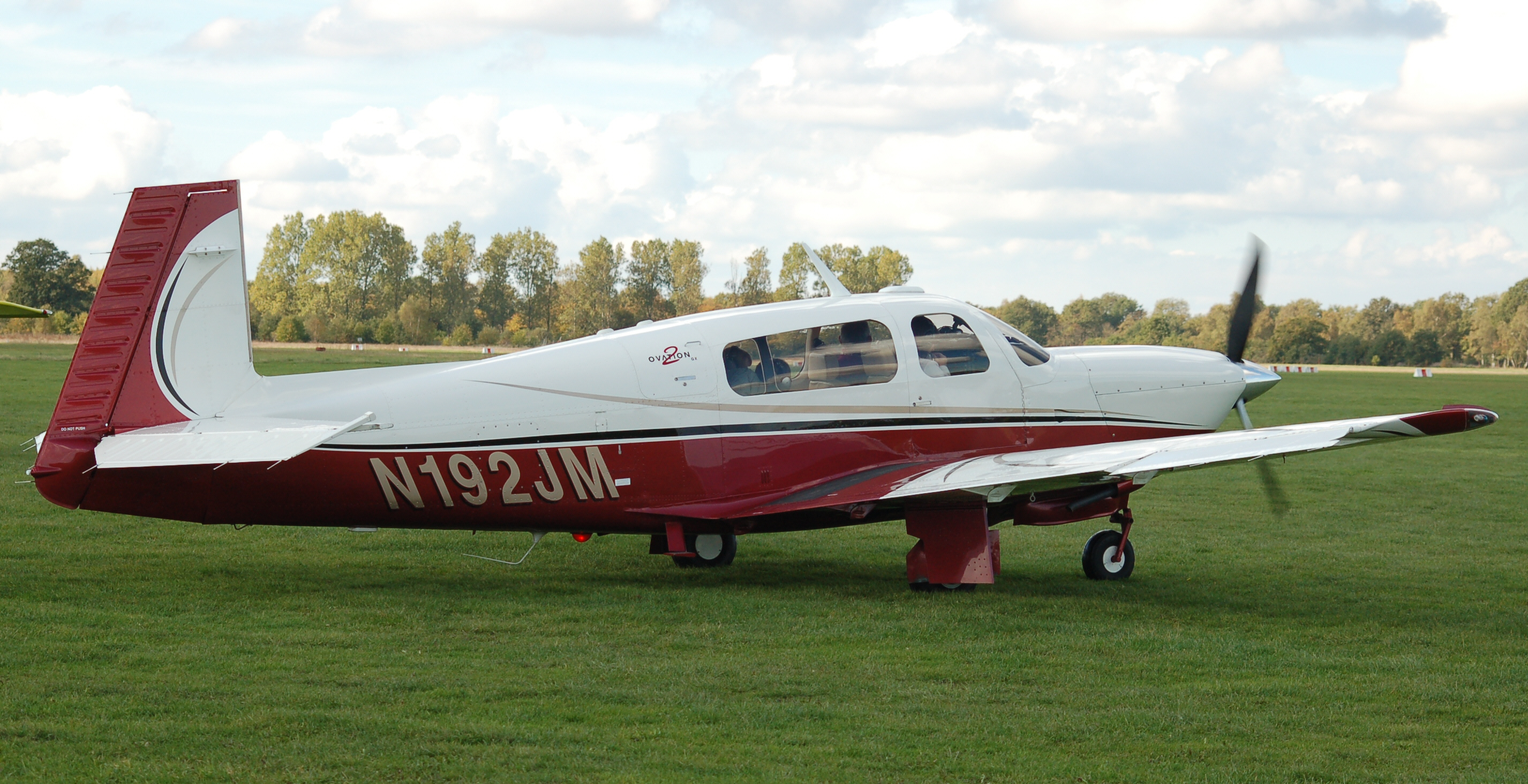
Mooney M20R Ovation 2

M20 and M20A
Die original M20 (1955–1958) und die M20A (1958–1960) hatten Holztragflächen mit Stoffbespannung, ähnelten den späteren Mustern mit Metallflügeln jedoch ansonsten. Mit der M20A steigerte man die Leistung der Motoren von 110 auf 130 kW.
Bei den ersten Flugzeugen gab es Unfälle mit dem hölzernen Heck, das auf Grund von Wassereinbruch und folgender Verrottung abbrach. Die meisten wurden daraufhin durch Metallkonstruktionen ersetzt.
Die M20 erhielt ihre Typzulassung am 24. August 1955, die der M20A folgte am 13. Februar 1958.
M20B
Die M20B war die erste Version in Ganzmetallbauweise, welche ihre Zulassung am 14. Dezember 1960 erhielt. Da diese Version schwerer war, verlor sie 9 bis 15 km/h an Höchstgeschwindigkeit.
M20C Ranger
Weiter verbesserte Version von 1962, welche ihre Zulassung am 20. Oktober 1961 erhielt. Sie wurde zwischen 1962 und 1978 produziert und war die letzte short body-Version. Sie stellt die am meisten produzierte Version aller Mooneys dar.
M20D Master
1963 eingeführte vereinfachte Version auf Basis der M20C mit starrem Fahrwerk und nicht verstellbarem Propeller. Die Zulassung erhielt sie am 15. Oktober 1962. Sie wurde vor allem für Ausbildungszwecke und zur Reduzierung der Versicherungsraten entwickelt. Die Produktion erfolgte nur bis 1966. Die meisten M20D wurden später wieder zu M20C umgebaut.
M20E Chaparral, M20E Super 21
Die M20E stellte die erste Hochleistungsmaschine dar und wurde von 1964 bis 1975 gebaut. Sie verfügte über einen 150-kW-Einspritzmotor (mit optionaler Turboaufladung) und wurde am 4. September 1963 zugelassen.
M20F und M20G (z. B. M20F Executive 21)
Die M20F ist eine Variante auf Basis der M20E mit verlängertem Rumpf und zusätzlichem Fenster. Sie wurde zwischen 1966 und 1977 produziert. Die M20G Statesman, die zwischen 1968 und 1970 produziert wurde, war eine verlängerte M20C. Die M20F wurde am 25. Juli 1965, die M20G am 13. November 1967 zugelassen. Ab 1969 wurden für die Maschinen optional ein elektrisch ausfahrbares Fahrwerk und Landeklappen angeboten.
M20J
Von Roy LoPresti aerodynamisch verbesserte M20F, die 1977 auf den Markt kam und aufgrund ihrer Höchstgeschwindigkeit von 201 mph (323 km/h) unter dem Namen Mooney 201 verkauft wurde. Der Erstflug erfolgte Anfang September 1976 und die Zulassung folgte am 27. September 1976. Im Jahr 1998 wurde die Produktion des Modells M20J beendet. Gleichzeitig endete auch die Produktion der Medium-Body-Modelle.
M20K
Bis zu diesem Typ waren alle M20 mit Vierzylinder-Lycoming-Motoren ausgerüstet. Die M20K war die erste, die mit leistungsfähigeren Sechszylindermotoren ausgerüstet war. Sie wurde zwischen 1979 und 1998 produziert. Die erste M20K wurde als Mooney 231 vermarktet. Sie war mit einem Continental TSI0-360-GB-Triebwerk ausgestattet, das jedoch mit Überhitzung zu kämpfen hatte und ab 1986 ersetzt wurde. Diese Variante wurde als Mooney 252 vermarktet. Die Zulassung der M20K erfolgte am 16. November 1978.
M20L PFM
Variante mit nochmals verlängertem Rumpf und Porsche PFM 3200-N03-Motor mit 162 kW Leistung. Die Variante wurde zwischen 1988 und 1990 gebaut und erhielt am 25. Februar 1988 seine Zulassung.
M20M Bravo / M20R Ovation
Die ab 1989 gebaute M20M (auf Basis der M20L) wurde mit einem turboaufgeladenen 200-kW-Motor ausgestattet. Die Zulassung erfolgte am 28. Juni 1989. Mit der 1994 eingeführten M20R Ovation kam ein weiteres Triebwerk, das Continental IO-550-G mit 210 kW Leistung, hinzu. Diese erhielt ihre Zulassung 30. Juni 1994. Beide Maschinen sind der Ausgangspunkt für die heute noch produzierten Bravo und Ovation Modelle. So kam ab 2001 die Ovation 2 mit etwas stärkerem Motor und ab 2005 die Luxusausführung Ovation 2 GX auf den Markt. Letztere hat ein Glascockpit und Avionik in Form eines Garmin G1000. Neueste Version ist die Ovation 3 mit stärkerem 230-kW-Motor.
M20S Eagle
Die M20S wurde am 7. Februar 1999 zugelassen. Sie ist ebenfalls mit einem Continental-IO-550-G-Triebwerk, jedoch mit 182 kW Leistung ausgerüstet. 2001 folgte die Eagle 2 mit einigen Änderungen wie dem neuen Dreiblattpropeller, erhöhter Startmasse und Lederausstattung.
M20T Predator
Die M20T Predator ist eine Version mit Rundumsichthaube auf Basis der M20 mit Lycoming AEIO-540 Motor für die United States Air Force Enhanced Flight Screener competition. Der Prototyp wurde 1991 gebaut. Der Auftrag ging dann aber an die Slingsby T-67 Firefly, worauf die Entwicklung und Zulassung der M20T aufgegeben wurde. Der als N20XT bezeichnete Prototyp flog mit einer Einstufung als Experimental-Flugzeug bis 2008 für Mooney Aircraft.
M20TN Acclaim
Die M20TN Acclaim ist die neueste Variante der M20-Reihe. Sie wird durch einen turbonormalisierten Teledyne Continental Motors TSI0-550-G mit zwei Turboladern und Ladeluftkühlern sowie 200 kW Leistung angetrieben und hat ein einziehbares Fahrwerk. Die Zulassung erfolgte am 15. Oktober 2006. Die Acclaim ersetzt die Mooney M20M Bravo. Die neueste und schnellste Version ist aktuell die Acclaim S mit 210-kW-Motor.

## Technische Daten

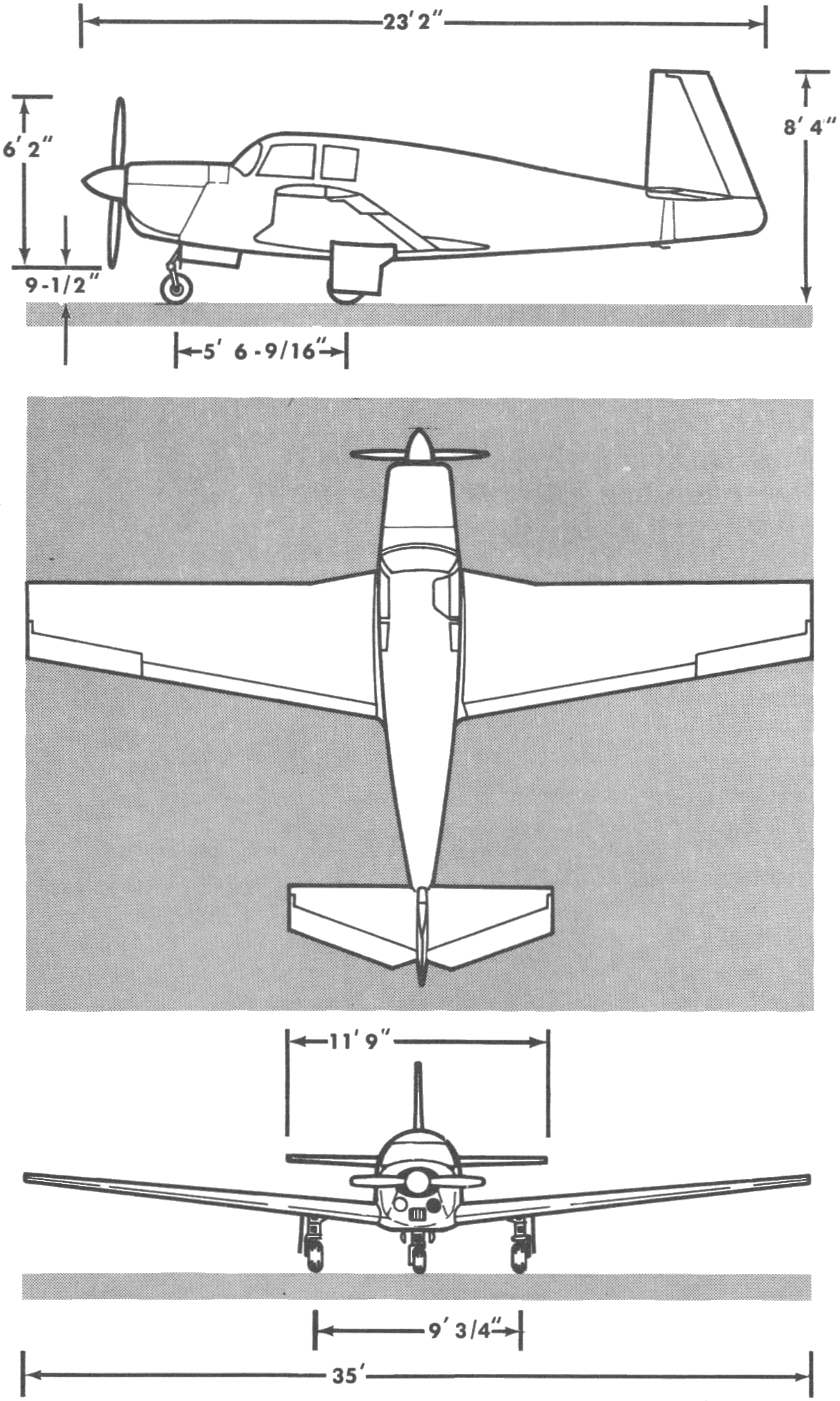
Mooney M20C Ranger

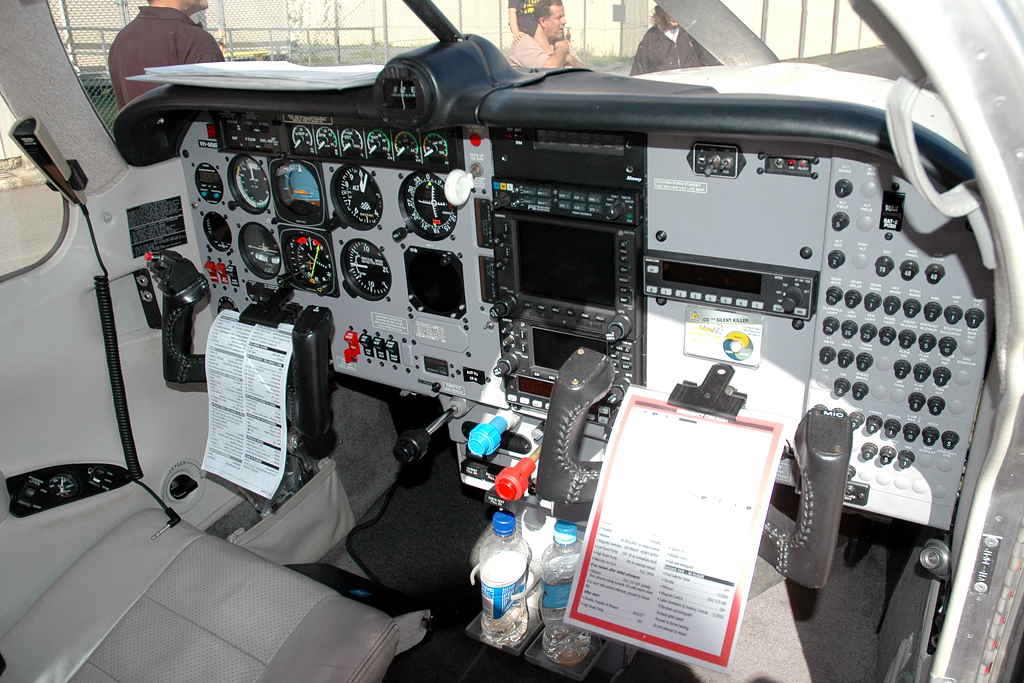
Cockpit einer Mooney M20R Ovation 2

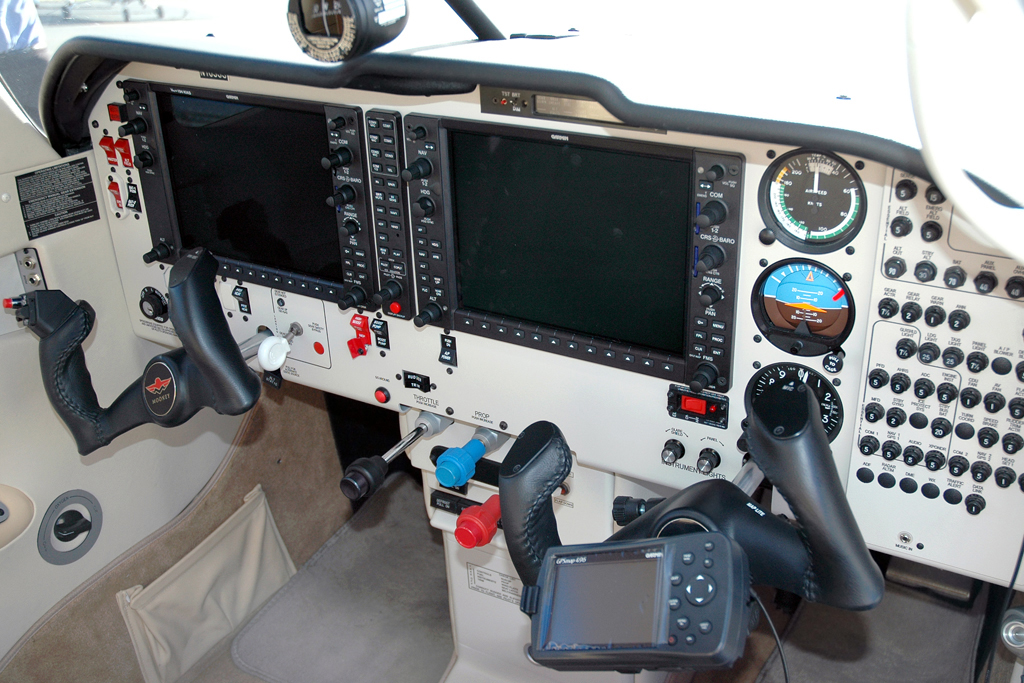
Cockpit einer Mooney M20TN Acclaim Type S

| Kenngröße             | Daten Acclaim S                     | Daten Ovation 2                   |
| --------------------- | ----------------------------------- | --------------------------------- |
| Besatzung             | 1                                   | 1                                 |
| Passagiere            | 3                                   | 3                                 |
| Spannweite            | 11,13 m                             | 11,20 m                           |
| Länge                 | 8,19 m                              | 8,19 m                            |
| Höhe                  | 2,36 m                              | 2,56 m                            |
| Nutzlast              | 500 kg                              | 500 kg                            |
| Leermasse             | 1000 kg                             | 1029 kg                           |
| Startmasse            | 1500 kg                             | 1534 kg                           |
| Höchstgeschwindigkeit | 448 km/h (242 kts)                  | 352 km/h                          |
| Dienstgipfelhöhe      | 25.000 ft (ca. 7.620 m)             | 20.000 ft (ca. 6.100 m)           |
| Reichweite            | 1445 nm (2676 km)                   | 1860 nm (3445 km)                 |
| Antrieb               | TCM TSI0-550-G; 280 PS (ca. 210 kW) | TCM IO-550-G; 280 PS (ca. 210 kW) |